# Ojos así
«Ojos así» —«Eyes Like Yours» en su versión en inglés lanzada posteriormente— es una canción árabe-pop latino interpretada por la cantautora colombiana Shakira, incluida originalmente en su cuarto álbum de estudio, ¿Dónde están los ladrones? (1998). Fue compuesta por Javier Garza, Shakira y Pablo Flores y se lanzó en octubre de 1999 como el quinto sencillo del álbum.
Es una de las canciones en español más exitosas de la carrera de Shakira, además de ser el sencillo que la dio a conocer en varios países de Europa y Asia. La versión unplugged (desenchufada) de la canción, interpretada por la cantante en su concierto acústico para MTV Latinoamérica en agosto de 1999, es considerada por muchos como la mejor presentación en vivo de Shakira y una de las más emblemáticas del pop latino. Por otra parte, fue una de las canciones interpretadas durante el espectáculo de medio tiempo del Super Bowl LIV, llevado a cabo el 2 de febrero de 2020.

## Información de la canción
La música de la canción fue compuesta por Javier Garza, y la letra por Shakira y Pablo Flores. La letra, en español, posee interludios de cánticos en árabe. "Ojos Así" fue muy popular en Latinoamérica, especialmente en Brasil, donde se convirtió en su mayor éxito desde "Estoy Aquí". También fue su tarjeta de presentación en Asia y logró convertirse en un éxito en España (donde, curiosamente, nunca fue lanzada oficialmente) y muy especialmente Estados Unidos, donde impresionó tanto al mercado musical estadounidense que motivó a la cantante a trabajar en su primera producción en inglés. Hoy en día es un clásico de la música latinoamericana y en español, y para muchos es la canción más emblemática de la colombiana de ascendencia libanesa.
En el año 2001, Shakira lanzó al mercado su primer trabajo discográfico en inglés llamado Laundry Service. En dicho álbum se incluyó una versión en inglés de "Ojos Así", reescrita y adaptada por ella y Gloria Estefan, titulada "Eyes Like Yours". En Youtube se puede apreciar un video promocional de la versión en inglés bajo el mismo concepto del video en español. Esta canción también incluyó aquellos cantos en árabe, pero el comienzo fue sutilmente diferente. "Ojos Así" fue la primera canción en mezclar ritmos árabes con el pop-rock latino .
Ojos Así fue la primera canción que fue interpretada en el Tour de la Mangosta durante 2002-2003.

### Versiones
Existe una versión en griego titulada "Katazitite", interpretada por Natasa Theodoridou en 2001.
El artista de Heavy Metal Leo Jiménez hizo una versión para su álbum "La Factoría del Contraste" de 2016.

## Estrofa en árabe
Las palabras en el original son:

،رَبُّ اَلسَّمَاءِ، فِيكَ اَلرَجَائِي

،فِي عَيْنَيْهَا أَرَى حَيَاتِي

،آتِي إِلَيْكَ مِنْ هَذَا اَلكَوْنِ

أَرْجُوك، رَبِّي لَبِّي نِدَائِي

La transcripción del texto árabe sería:

"Rabbu Al-Ssamaʾi, fiika Al-Rajaʾii, 

fi ʿaynayha ʾaraa hayatii, 

aati ʾiilayka min hadha Al-Kawni, 

ʾarjuuk, rabbii labbii nidaaʾyii."

y su significado es:

Señor del Cielo, en Ti está mi esperanza, 

en sus ojos veo mi vida, 

vengo a Ti desde este universo, 

por favor, Señor, responde a mi llamado.

En la última repetición de la estrofa se agrega una línea más en árabe, que traducida sería «Desde Baréin hasta Beirut»:

en árabe: مِن اَلبَحْرَيْن إِلَى بَيْرُوت‎, romanizado: Min Al-Bahrayn ʾiilaa Bayrut

## Video musical
El vídeo de la canción "Ojos Así" muestra a Shakira con el pelo de color rojo cantando y bailando para un gran público, con la muchedumbre vestida de una manera algo peculiar y bailando y cantando algunos versos con Shakira. En el fondo hay un ojo de neón gigante, que arroja chispas. En el videoclip se muestran también escenas de Shakira bailando la danza del vientre delante de un fondo púrpura. En estas escenas hay serpientes pintadas en sus brazos y líneas rojas pintadas en su cabeza, mostrándose también en cortos períodos una boa. El videoclip fue grabado a mediados de octubre del año 1999. El vestuario utilizado fue el mismo que utilizó en la Gala de la Hispanidad, en octubre del mismo año, que fue una camiseta color gris, un pantalón azul oscuro de cuero, y unos botas de tacón grueso.
Respecto al audio del vídeo, en lugar de la versión del álbum, se utilizó la versión del sencillo que es de la misma duración. También cuenta con la versión de la canción "Single Mix", que es el audio que posee el video de la cuenta de Shakira en VEVO. Los instrumentos destacados en el video son un sitar, y una guitarra y bajo eléctrico Danelectro Longhorn. El hombre que aparece tocando la guitarra a un lado de Shakira es Tim Mitchell. El 9 de septiembre del 2011, el video fue subido a su cuenta oficial de YouTube, y cuenta con más de 100 millones de reproducciones. El 24 de abril de 2012 fue subida a Vimeo una versión alternativa del video musical donde se pueden apreciar nuevas escenas. El nuevo video se encuentra en 19:4 y se aprecia más el escenario, a diferencia del video original que se encuentra en 4:3. También existe un videoclip de la versión en inglés del tema, que fue incluido en el álbum Laundry Service.

## Performances
Ojos Así es la octava canción más cantada de su carrera.
| Fecha      | País/Ciudad                                                                         |
| ---------- | ----------------------------------------------------------------------------------- |
| (02/02/20) | Espectáculo de medio tiempo del Super Bowl LIV                                      |
| (21/05/10) | Rock in Rio, Lisboa, Portugal                                                       |
| (04/07/08) | Rock in Rio, Madrid, España                                                         |
| 26/04/08)  | Jazz Festival, Plymouth, Tobago                                                     |
| (01/09/07) | Club, Moscú, Rusia                                                                  |
| (15/07/07) | Music Festival, Lagos, Nigeria                                                      |
| (24/05/07) | Tour Fijación Oral, Torreón, México                                                 |
| (18/05/07) | Tour Fijación Oral, Veracruz, México                                                |
| (23/03/07) | Tour Fijación Oral, Dubái, Emiratos Árabes Unidos                                   |
| (16/02/07) | Tour Fijación Oral, París, Francia                                                  |
| (28/11/06) | Tour Fijación Oral, Lima, Perú                                                      |
| (24/11/06) | Tour Fijación Oral, Buenos Aires, Argentina                                         |
| (17/11/06) | Tour Fijación Oral, Bogotá, Colombia                                                |
| (07/08/06) | Tour Fijación Oral, Nueva York, Estados Unidos                                      |
| (22/07/06) | Red Summer, Moscú, Rusia                                                            |
| (28/06/06) | Tour Fijación Oral, Barcelona, España                                               |
| (16/06/06) | Tour Fijación Oral, La Coruña, España                                               |
| (26/05/06) | Rock in Rio, Lisboa, Portugal                                                       |
| (28/04/03) | Tour de La Mangosta, París, Francia                                                 |
| (25/04/03) | Tour de La Mangosta, Madrid, España                                                 |
| (22/04/03) | Tour De La Mangosta, Róterdam, Holanda                                              |
| (17/04/03) | Tour De La Mangosta, Milán, Italia                                                  |
| (13/04/03) | Tour De La Mangosta, Berlín, Alemania                                               |
| (04/04/03) | Tour De La Mangosta, Frankfurt, Alemania                                            |
| (08/03/03) | Tour De La Mangosta, Santiago, Chile                                                |
| (11/02/03) | Tour de La Mangosta, Monterrey, México                                              |
| (08/11/02) | Tour De La Mangosta, San Diego, Estados Unidos                                      |
| (23/04/02) | Laundry Service Release Party, Akasaka Blitz, Tokio, Japón                          |
| (14/03/02) | Miss Turkey, Turquía                                                                |
| (16/01/02) | Laundry Service Release Party, La Riviera, Madrid, España                           |
| (17/11/01) | Tower Records bootleg, Los Ángeles, Estados Unidos                                  |
| (13/11/01) | Laundry Service Release Party, Roseland, NYC, Estados Unidos                        |
| (13/09/00) | 2000 Latin Grammy Awards, Miami, Estados Unidos                                     |
| (02/04/00) | Tour Anfibio, Caracas, Venezuela                                                    |
| (??/03/00) | Tour Anfibio, Buenos Aires, Argentina                                               |
| (22/01/00) | La Movida del Verano Festival, Mar Del Plata, Argentina                             |
| (15/11/99) | Miss Colombia, Cartagena, Colombia                                                  |
| (25/08/99) | Al Fin De Semana, México                                                            |
| (23/08/99) | Clip from Live Unplugged Concert, Brasil                                            |
| (12/08/99) | MTV Unplugged, Big Ballroom of Manhattan Center Studios, Nueva York, Estados Unidos |
| (??/??/99) | Susana Giménez, Argentina                                                           |
| (??/??/99) | Sábado Gigante, Estados Unidos                                                      |
| (??/??/98) | Dónde Están Los Ladrones Álbum Presentación                                         |
| (??/10/99) | Video musical                                                                       |

## Lista de canciones

### Ojos así remixes [Álbum]
1. «Ojos Así» [Meme´s 2001 Nights Mix] - 3:53
2. «Ojos Así» [Meme´s 2001 Nights TV Track] - 3:53
3. «Ojos Así» [Meme´s 2001 Nights Instrumental Mix] - 3:53
4. «Ojos Así» [Meme´s 2001 Nights Long Mix] - 5:57
5. «Ojos Así» [Meme´s 2001 Nights Long TV Track] - 5:57
6. «Ojos Así» [Thunder Mix] - 10:15
7. «Ojos Así» [Thunder Mix Radio Edit] - 3:52
8. «Ojos Así» [Desert Dub] - 9:31
9. «Ojos Así» [Mirage Mix] - 8:34
10. «Ojos Así» (MTV Unplugged) - 6:50
11. «Ojos Así» - 3:57

### Ojos así [sencillo]
1. «Ojos Así» (MTV Unplugged Version) - 6:50
2. «Ojos Así» - 3:57

### Ojos así [sencillo 2]
1. «Ojos Así» - 3:57
2. «Ojos Así» [Thunder Mix Radio Edit] - 3:52
3. «Ojos Así» [Mirage Mix] - 8:34
4. «Ojos Así» [Desert Dub] - 9:31
5. «Ojos Así» [Thunder Mix] - 10:15

## Versiones de la canción
1. «Ojos Así» (Álbum Versión)
2. «Eyes like yours» (Laundry service)
3. «Ojos Así» (Versión sencillo)
4. «Ojos Así» (Meme´s 2001 Nights Mix)
5. «Ojos Así» (MTV Unplugged)
6. «Ojos Así» (Live & Off The Récord)
7. «Ojos Así» (Oral Fixation tour)
8. «Ojos Así» (Live from París)
9. «Katazitite» (Greek Version of Natassa Theodoridou)

## Posicionamiento en las listas
| Argentina            | Argentina Top 100                             | 1  |
| Bélgica              | Ultratop 50 Bélgica neerlandófona             | 29 |
| Bélgica              | Ultratop 40 Bélgica francófona                | 16 |
| Bolivia              | Charts Bolivia                                | 1  |
| Brasil               | Billboard Brasil                              | 1  |
| Chile                | Chile Singles Charts                          | 1  |
| Colombia             | Colombia Singles Charts                       | 1  |
| Costa Rica           | Top 15                                        | 1  |
| Ecuador              | Ecuador Top 50                                | 1  |
| España               | Airplay España                                | 1  |
| España               | Los 40 Principales                            | 1  |
| Estados Unidos       | Billboard Hot 100                             | 80 |
| Estados Unidos       | Billboard Latin Songs                         | 22 |
| Estados Unidos       | Billboard Latin Pop Songs                     | 9  |
| Europa               | European Hot 100                              | 45 |
| Francia              | Syndicat National de l'Édition Phonographique | 15 |
| Guatemala            | Las Veinte Latinas                            | 1  |
| Honduras             | Centro Singles                                | 1  |
| México               | Monitor Latino                                | 1  |
| Nicaragua            | Top Ten Latino                                | 1  |
| Países Bajos         | Dutch Top 40                                  | 27 |
| Panamá               | Panamá Top 50                                 | 1  |
| Paraguay             | Paraguay Singles Charts                       | 1  |
| Perú                 | Perú Top Singles                              | 1  |
| Puerto Rico          | Top Latin                                     | 1  |
| República Dominicana | Caribe Charts                                 | 1  |
| Rumania              | Rumania Top 100                               | 1  |
| Suiza                | Swiss Music Charts                            | 33 |
| Uruguay              | Uruguay Singles Charts                        | 1  |
| Venezuela            | Venezuela Top 100                             | 1  |

## Premios
Shakira ganó en el 2000 un premio Latin Grammy por Mejor interpretación vocal pop femenina con esta canción.